# Ольхонский район
Ольхо́нский райо́н — административно-территориальное образование (район) и муниципальное образование (муниципальный район) в Иркутской области России.
Административный центр — село Еланцы.

## География
Площадь территории района — 15,9 тыс. км². Расположен в юго-восточной части Иркутской области и примыкает к западному берегу озера Байкал, в его центральной части, занимая северную половину Приморского хребта, предбайкальскую низменность и остров Ольхон. Граничит: на северо-западе — с Качугским, на западе — с Баяндаевским и Эхирит-Булагатским, на юго-западе — с Иркутским районами области. На северо-востоке по суше, на востоке, юго-востоке и юге по акватории Байкала граничит с Республикой Бурятия

### Климат
Климат умеренно континентальный. Продолжительность вегетационного периода в пределах 138 дней. Самый тёплый месяц — июль, холодный — январь. Глубина снежного покрова достигает 30 см. Господствующими ветрами являются северное и северо-восточное направления со средней скоростью 5,4 м/сек, иногда достигающие скорости урагана — до 20-30 м/сек.
Гидрография
Вся территория района с юго-запада, востока и северо-востока проходит вдоль побережья озера Байкал с впадающими в него реками Бугульдейкой, Ангой, Сармой и другими.

## История
Ольхонский аймак Бурят-Монгольской АССР образован в Восточно-Сибирском крае РСФСР решением ВЦИК от 11 февраля 1935 года и постановлением Президиума Восточно-Сибирского Крайисполкома от 15 февраля 1935 года.
В 1937 году на основании постановления ЦИК СССР от 26 сентября Ольхонский аймак был включен в состав Иркутской области. В 1939 г. Ольхонский аймак был переименован в район.

## Население
| 2002  | 2009  | 2010  | 2011    | 2012  | 2013  | 2014  |
| ----- | ----- | ----- | ------- | ----- | ----- | ----- |
| 8955  | ↗9877 | ↘9446 | ↗9472   | ↗9594 | ↗9653 | ↘9642 |
| 2015  | 2016  | 2017  | 2021    |       |       |       |
| ↘9524 | ↗9589 | ↗9655 | ↗10 476 |       |       |       |

### Национальный состав
Данные по результатам переписи населения 2002 года:
Буряты — 4653 чел (51,95 %)
Русские — 4118 чел (45,98 %)
Остальные — 214 чел (2,38 %)
Данные по результатам переписи населения 2010 года:
Буряты — 4656 чел. (49,63 %)
Русские — 4527 чел. (48,26 %)
Остальные — 198 чел. (2,11 %)
Данные по результатам переписи населения 2021 года:
Буряты — 5363 чел. (51,55 %)
Русские — 4876 чел. (46,87 %)
Остальные — 163 чел. (1,56 %)

## Муниципально-территориальное устройство
В муниципальный район входят 6 муниципальных образований со статусом сельских поселений:
| № | Муниципальное образование                | Административный центр | Количество населённых пунктов | Население (чел.) | Площадь (км²) |
| - | ---------------------------------------- | ---------------------- | ----------------------------- | ---------------- | ------------- |
| 1 | Бугульдейское муниципальное образование  | посёлок Бугульдейка    | 3                             | →991             | 1514,60       |
| 2 | Еланцынское муниципальное образование    | село Еланцы            | 15                            | ↗4734            | 2738,33       |
| 3 | Куретское муниципальное образование      | деревня Куреть         | 4                             | ↘808             | 1872,10       |
| 4 | Онгурёнское муниципальное образование    | село Онгурён           | 3                             | ↘502             | 5884,95       |
| 5 | Хужирское муниципальное образование      | посёлок Хужир          | 9                             | ↗1682            | 1949,02       |
| 6 | Шара-Тоготское муниципальное образование | село Шара-Тогот        | 7                             | ↗938             | 1936,02       |

В июне 2014 года статус Хужирского МО был сменён с городского поселения на сельское.

### Населённые пункты
В Ольхонском районе 41 населённый пункт.
| №  | Населённый пункт | Тип     | Население | Муниципальное образование                |
| -- | ---------------- | ------- | --------- | ---------------------------------------- |
| 1  | Алагуй           | деревня | ↘213      | Куретское муниципальное образование      |
| 2  | Баганта          | деревня | →3        | Куретское муниципальное образование      |
| 3  | Борсой           | заимка  | →1        | Еланцынское муниципальное образование    |
| 4  | Бугульдейка      | посёлок | ↗931      | Бугульдейское муниципальное образование  |
| 5  | Бутухей          | деревня | →0        | Еланцынское муниципальное образование    |
| 6  | Еланцы           | село    | ↗4488     | Еланцынское муниципальное образование    |
| 7  | Зама             | деревня | ↘39       | Онгуренское муниципальное образование    |
| 8  | Косая Степь      | село    | ↗106      | Куретское муниципальное образование      |
| 9  | Кочерикова       | деревня | →44       | Онгуренское муниципальное образование    |
| 10 | Куреть           | деревня | ↗516      | Куретское муниципальное образование      |
| 11 | Куркут           | деревня | ↗112      | Шара-Тоготское муниципальное образование |
| 12 | Курма            | деревня | ↗45       | Шара-Тоготское муниципальное образование |
| 13 | Куртун           | деревня | ↘65       | Бугульдейское муниципальное образование  |
| 14 | Кучулга          | деревня | ↘6        | Шара-Тоготское муниципальное образование |
| 15 | Куяда            | деревня | →29       | Бугульдейское муниципальное образование  |
| 16 | Малый Хужир      | деревня | ↗63       | Хужирское муниципальное образование      |
| 17 | Мухор-Булык      | деревня | ↘3        | Еланцынское муниципальное образование    |
| 18 | Нарин-Кунта      | деревня | →90       | Еланцынское муниципальное образование    |
| 19 | Онгурён          | село    | ↘421      | Онгуренское муниципальное образование    |
| 20 | Песчаная         | посёлок | ↗11       | Хужирское муниципальное образование      |
| 21 | Петрова          | деревня | ↘36       | Еланцынское муниципальное образование    |
| 22 | Попова           | деревня | ↘4        | Еланцынское муниципальное образование    |
| 23 | Сарма            | деревня | ↗80       | Шара-Тоготское муниципальное образование |
| 24 | Сахюрта          | село    | ↗258      | Шара-Тоготское муниципальное образование |
| 25 | Таловка          | деревня | ↗105      | Еланцынское муниципальное образование    |
| 26 | Тонта            | деревня | ↘179      | Еланцынское муниципальное образование    |
| 27 | Тырган           | деревня | ↗42       | Еланцынское муниципальное образование    |
| 28 | Узуры            | посёлок | →9        | Хужирское муниципальное образование      |
| 29 | Улан-Нур         | заимка  | ↗7        | Еланцынское муниципальное образование    |
| 30 | Усык             | заимка  | ↘2        | Хужирское муниципальное образование      |
| 31 | Хадай            | деревня | ↘0        | Хужирское муниципальное образование      |
| 32 | Халгай           | деревня | ↘41       | Хужирское муниципальное образование      |
| 33 | Халха-Узур       | деревня | →0        | Еланцынское муниципальное образование    |
| 34 | Харанцы          | деревня | ↘96       | Хужирское муниципальное образование      |
| 35 | Хархатай         | участок | →0        | Еланцынское муниципальное образование    |
| 36 | Хужир            | посёлок | ↗1350     | Хужирское муниципальное образование      |
| 37 | Хурай-Нур        | деревня | ↗181      | Еланцынское муниципальное образование    |
| 38 | Шара-Тогот       | село    | ↗399      | Шара-Тоготское муниципальное образование |
| 39 | Шида             | посёлок | →28       | Шара-Тоготское муниципальное образование |
| 40 | Ялга             | деревня | →90       | Хужирское муниципальное образование      |
| 41 | Ялга-Узур        | заимка  | →7        | Еланцынское муниципальное образование    |

В 2014 году рабочий посёлок Хужир был отнесён к сельским населённым пунктам как посёлок.

## Экономика
В последнее время в районе начался развиваться туризм, связанный с озером Байкал. Каждое лето в Ольхонский район приезжает до 60 тысяч отдыхающих.

## Социальная сфера
В районе имеется 15 клубных учреждений, 16 библиотек, 2 краеведческих музея, 2 детские музыкальные школы, 1 киноконцертный зал «Ольхон».
Здравоохранение района представлено центральной районной больницей, пятью фельдшерско-акушерскими пунктами (в деревнях Анге, Тонте, Нарин-Кунте, Тыргане, Таловке), Хужирской участковой больницей, Онгуренской участковой больницей и Бугульдейской врачебной амбулаторией.

## Археология
В Ольхонском районе к эпохе неолита (8—6 тыс. лет назад) относятся археологические памятники: Крестовая пристань, Онгурены 1 (Рыбпром). Ядор 2 на мысе Ядор относится к раннему бронзовому веку (5—3,5 тыс. лет назад). Объект получил название. У озера Ехэ-Нур находятся археологические памятники раннего железного века: Сухой Онгурен, Хадай 2, Ехэ-Нур-2, Ехэ-Нур-3. Самая древняя стоянка в Ольхонском районе эпохи мезолита.